# Autoestrada RA1 (Itália)
A Autoestrada RA1 (também conhecida como Tangenziale di Bologna) é uma autoestrada tangencial de Bolonha, na Itália. Segue como uma importante artéria complementar a da A14. Com 22 km de extensão, sua gestão está a cargo da concessionária Autostrade per l'Italia S.p.A.

## Percurso
| RA 1 TANGENZIALE DI BOLOGNA | |      |      |           |
| Tipo                        | Saída | ↓km↓ | ↑km↑ | Província |
|                             | Milano - Firenze Taranto | 0,0  | 19,0 | BO        |
|                             | Barriera di Bologna Casalecchio                                                                                             | 0,45 | 18,6 | BO        |
| 1                           | Casalecchio di Reno Porrettana Bologna q.re Saragozza, Certosa, San Luca Stadio - Ospedale Maggiore                         | 0,5  | 18,1 | BO        |
| 1 bis                       | Maranello - Vignola - Bazzano Bazzanese Palasport Centro commerciale                                                        | 0,75 | 18,1 | BO        |
| 2                           | Bologna q.re Borgo Panigale, q.re Reno                                                                                      | 2,6  | 15,7 | BO        |
| 3                           | Ramo Verde Milano Barriera di Bologna Borgo Panigale Via Emilia San Giovanni in Persiceto                                   | 4,0  | 14,8 | BO        |
| 4                           | Via del Triumvirato Via Emilia Ponente                                                                                      | 5,0  | 13,6 | BO        |
| 4 bis                       | Aeroporto Guglielmo Marconi Calderara di Reno                                                                               | 5,5  | 13,2 | BO        |
| 5                           | Bologna q.re Lame - Navile - CNR, MAMbo + Parcheggio Tanari Trebbo di Reno                                                  | 8,8  | 9,8  | BO        |
| 6                           | Castel Maggiore Bologna Corticella, Arcoveggio, Bolognina Museo del Patrimonio Industriale, Municipio + Parcheggio Giuriolo | 10,0 | 9,0  | BO        |
|                             | Ferrara - Padova Barriera di Bologna Arcoveggio                                                                             | 10,5 | 8,0  | BO        |
| 7                           | Fiera di Bologna via Stalingrado Università                                                                                 | 11,0 | 7,8  | BO        |
| 7 bis                       | Porrettana Ferrara | 11,2 | 7,5  | BO        |
| 8                           | Fiera di Bologna via Michelino Sede della Regione Emilia-Romagna Campeggio                                                  | 12,3 | 6,4  | BO        |
| 8 bis                       | Granarolo dell'Emilia viale Europa CAAB Ortomercato Facoltà di agraria                                                      | 12,6 | 6,0  | BO        |
| 9                           | Bologna q.re San Donato Scalo Merci San Donato                                                                              | 13,0 | 5,4  | BO        |
| 10                          | Zona Industriale Roveri Motorizzazione civile                                                                               | 13,6 | 4,7  | BO        |
| 11                          | Bologna q.re San Vitale, via Massarenti, via Lenin, via Larga Policlinico Sant'Orsola-Malpighi                              | 15,0 | 3,9  | BO        |
| 11 bis                      | Ravenna - Castenaso | 15,4 | 3,4  | BO        |
| 12                          | Bologna q.re Mazzini Ospedale Bellaria                                                                                      | 16,5 | 1,8  | BO        |
| 13                          | San Lazzaro di Savena Via Emilia della Futa q.re San Ruffillo, Pianoro, Firenze                                             | 17,7 | 1,0  | BO        |
| 14                          | Croce dell'Idice, Complanare Sud Idice, Ozzano nell'Emilia, Facoltà di veterinaria Ultima uscita (solo carreggiata sud)     | 18,2 | ---- | BO        |
|                             | Barriera di Bologna San Lazzaro                                                                                             | 18,5 | 0,55 | BO        |
|                             | Bologna - Ancona | 19,0 | 0,0  | BO        |